# Repos absolu
 (juillet 2016).

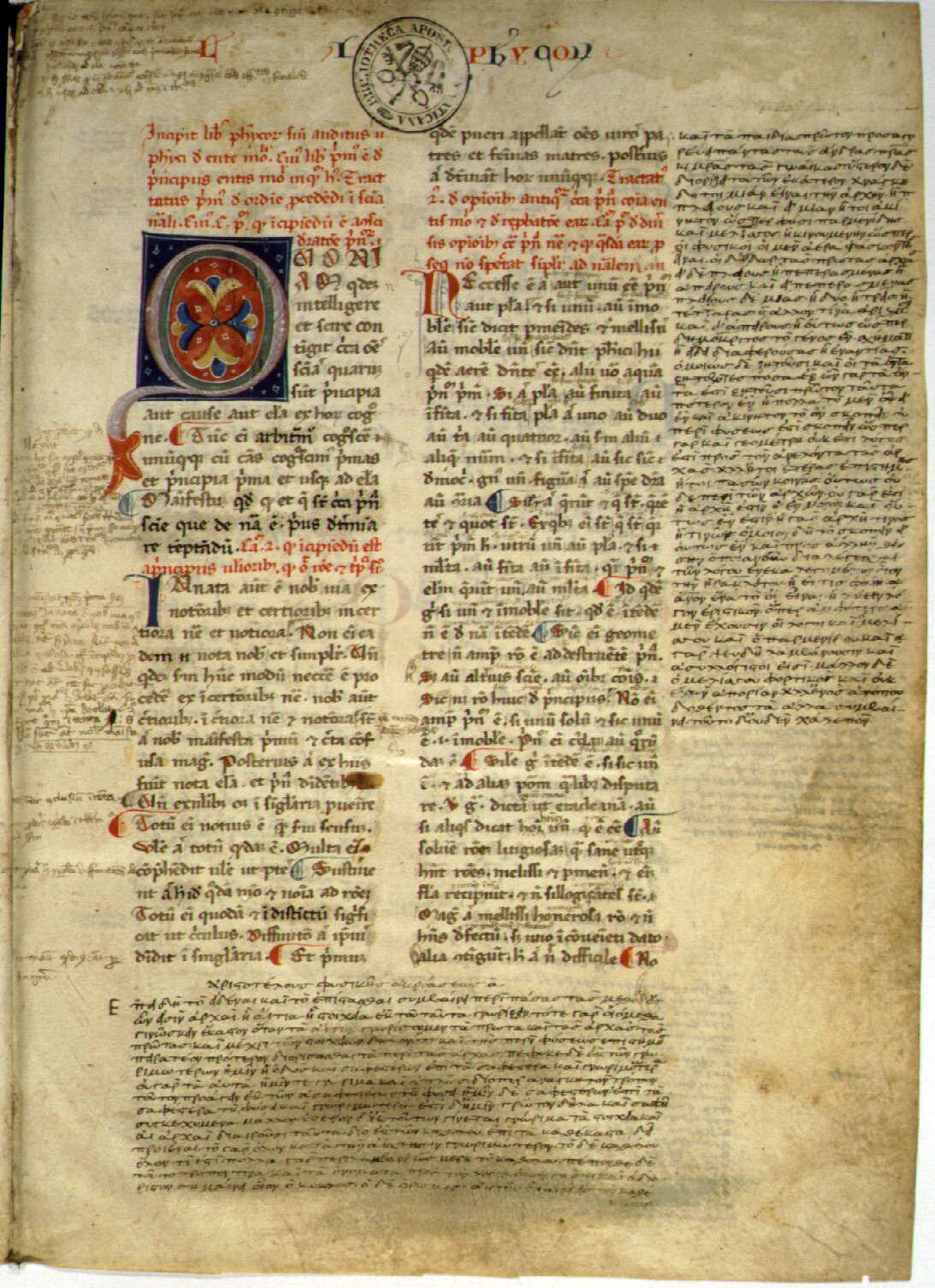
Manuscrit médiéval de la Physique d’Aristote

Le repos absolu est un concept que l'on doit à Aristote au IVe siècle av. J.-C , et auquel s'est opposé Galilée en découvrant ainsi la relativité en 1632.
Ce système conceptuel suppose implicitement l'existence d'un espace ou référentiel absolu et que le "repos" dans ce référentiel est l'état naturel d'un objet. Par conséquent, toute chose est amenée à retourner à cet état une fois isolée de toute autre influence. Après l'impetus, tentative d'amélioration de cette conception aristotélicienne du mouvement, est née l'idée de la relativité du mouvement qui énonce que les notions de mouvement et de repos (immobilité) de tout corps n'existent que par rapport à d'autres corps choisis comme référence, et qui s’appuie sur l'existence du mouvement inertiel en l'absence de frottements[réf. incomplète].

## Démonstration de Jacques Blamont

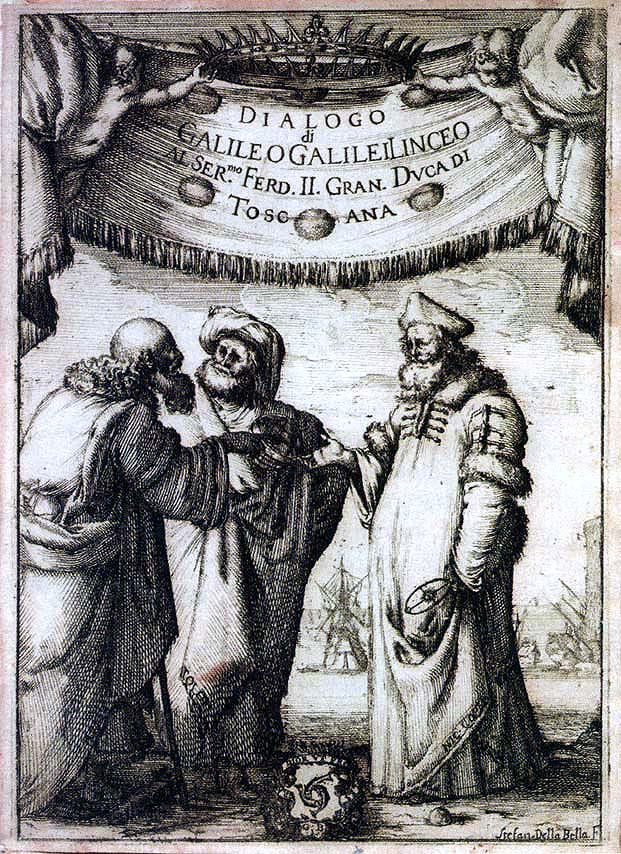
L'ouvrage Dialogue sur les deux grands systèmes du monde demandé à Galilée par le Pape Urbain VIII vers 1620 et publié en 1632.

Jacques Blamont résume ainsi ledit concept de repos absolu en expliquant de quelle manière celle-ci peut impliquer l'immobilité de la Terre :
- 1 - L'existence même du mouvement de rotation des fixes exige qu'un corps immobile occupe le centre du monde : toute roue a son essieu. Et ce corps doit être étranger au ciel [...]
- 2 - Pour Aristote, une substance ne peut avoir qu'un seul mouvement naturel. Le mouvement naturel d'une particule de la Terre lorsqu'elle est libre est de se diriger vers le centre, donc, cette particule ne peut en même temps avoir un mouvement circulaire [...]

Ces deux premières raisons montrent que la Terre ne peut se mouvoir.
- 3 - En fait, nous avons une preuve directe de son immobilité, c'est qu'une pierre jetée verticalement en l'air retombe exactement à son point de départ.
- 4 - Enfin, le principe de la mécanique nous apprend que le mouvement naturel de la Terre est de se porter au centre du monde lorsqu'elle en est écartée, donc, elle y reste et donc elle est immobile[réf. incomplète][5].

## Rupture majeure galiléenne
C'est Galilée le premier qui énoncera l’idée révolutionnaire pour son époque selon laquelle le repos absolu d’Aristote n’existe, en fait, pas.
Plus tard, Stephen Hawking, dans son ouvrage de référence Une brève histoire du temps, résume ainsi l'idée de Galilée en exposant que la non-existence du repos absolu signifie que l'on ne peut donner à un événement une position absolue dans l'espace, comme le croyait Aristote[réf. incomplète].
D'ailleurs, il est largement admis aujourd'hui que le concept d'espace absolu tout comme celui de repos absolu est en contradiction avec le principe de relativité galiléen, ce qu'indique, entre autres l'Encyclopaedia Universalis,.

### Approche newtonienne

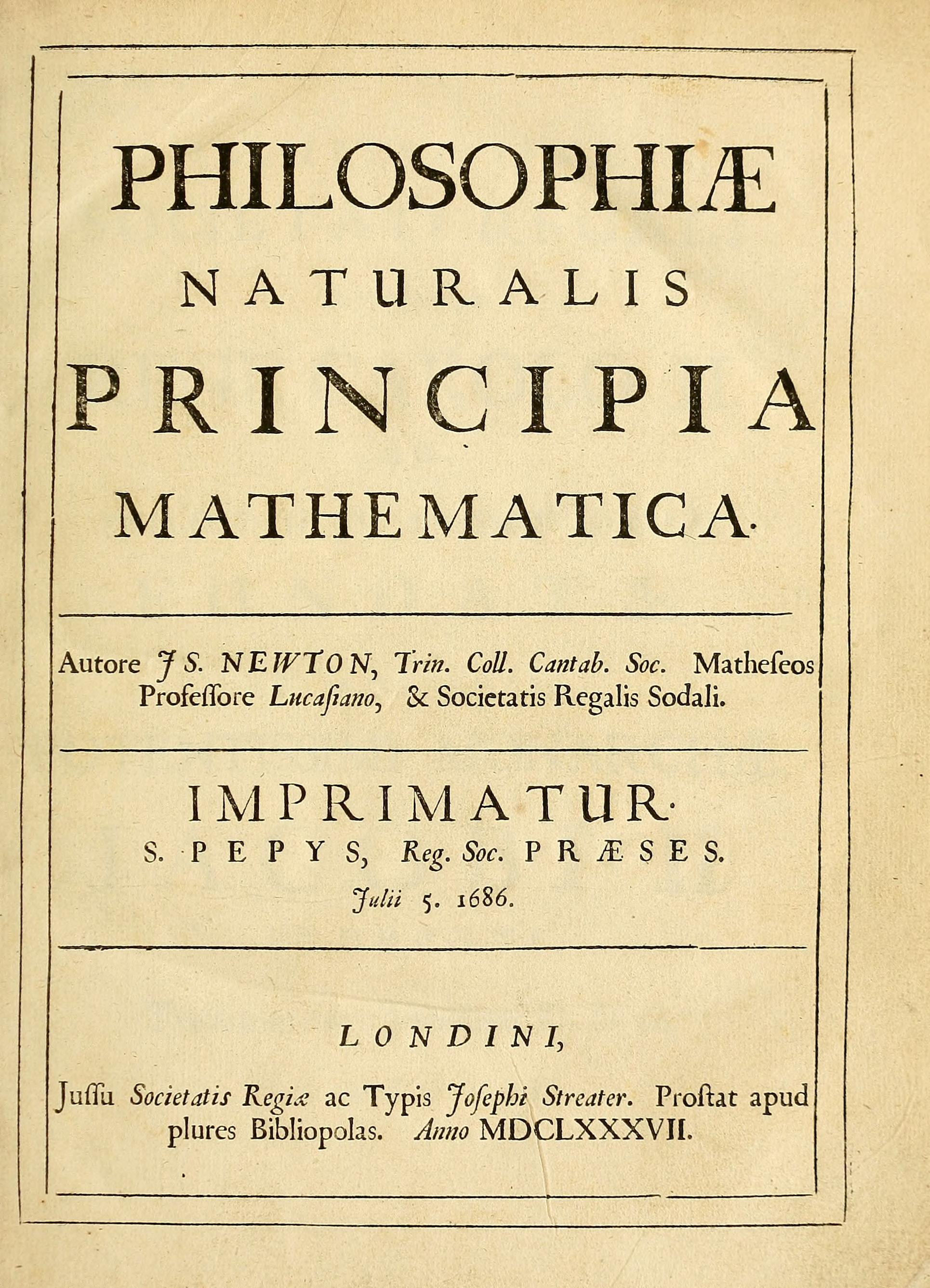
Philosophiæ Naturalis Principia Mathematica de Newton.

Néanmoins, Isaac Newton envisageait toujours l'éventualité d'existence de corps au repos absolu dans les régions lointaines, l'intégrant malgré tout dans la théorie relativiste. Il considère en effet que le mouvement absolu est le transfert d'un corps d'un lieu absolu à un lieu absolu, et le mouvement relatif, d'un lieu relatif à un lieu relatif. Le lieu relatif doit être entendu comme partie de l'espace relatif, lui-même partie mobile de l'espace absolu, immobile. Les conséquences sont que le mouvement absolu, ne peut que par rapport à un corps en repos absolu, non en repos relatif.
On peut en dire autant des causes par lesquelles le repos absolu se distingue d'un repos relatif[réf. incomplète].
Cette approche du repos absolu avait été retenue par l'Encyclopédie Diderot-D'Alembert qui avait exagérément attribué à Newton la paternité de ce concept aristotélicien[réf. incomplète].

### Conséquences de la rupture relativiste

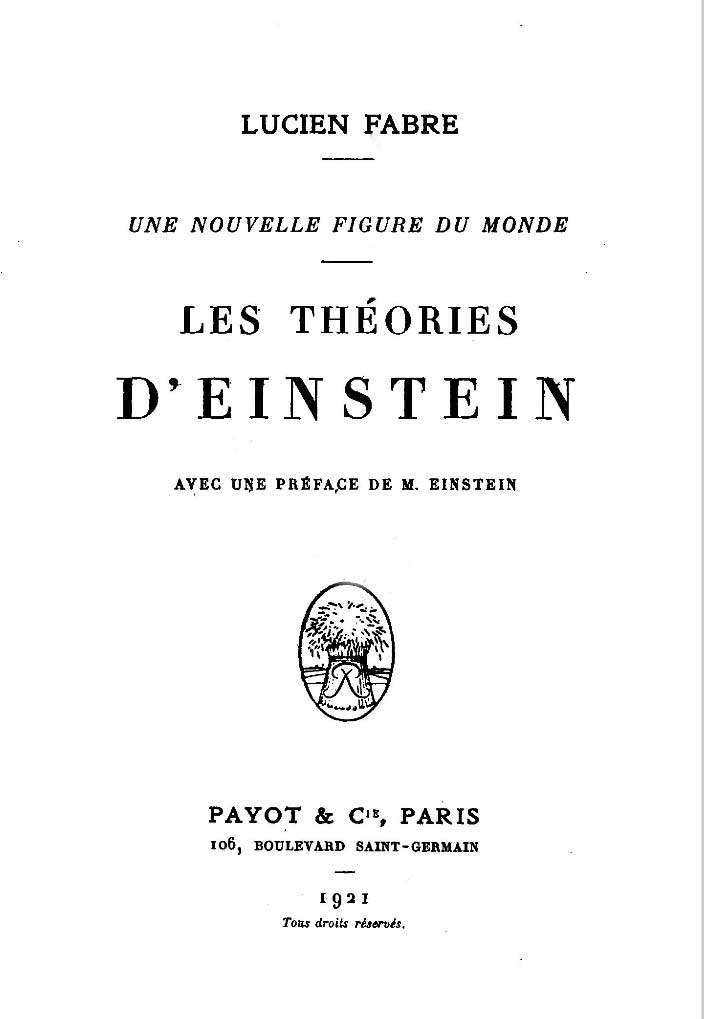
Première édition du livre de Lucien Fabre, Les Theories dEinstein.

Les lois de l'électromagnétisme classique synthétisées dans les équations de Maxwell sont en contradiction avec la relativité galiléenne. Cela a relancé l'idée d'un espace au repos absolu dans lequel un milieu, l'éther, servait de support aux ondes électromagnétiques[réf. nécessaire]. Mais aucune expérience ne parvient à le mettre en évidence.
Albert Einstein, dans son article « Électrodynamique des corps en mouvement », suggère que « L’introduction d’un “éther lumineux” se révélera superflue dans la mesure où, il ne sera pas introduit “d’espace au repos absolu” doté de propriétés particulières »  contrairement à ce que pouvait penser Henri Poincaré sur cet "élément" à l'existence duquel il croyait dur comme fer.
Cela n’empêchera pas Einstein de se demander plus tard s'il n'est pas possible d'attribuer une sorte d'existence au vide pour qu'il puisse engendrer la gravité, comme a su le rappeler João Magueijo[réf. incomplète].